# Championnat d'Espagne de football 2021-2022
Navigation
Édition précédente Édition suivante
La saison 2021-2022 est la 91e édition du championnat d'Espagne de football et la sixième sous l'appellation LaLiga Santander. Elle oppose les vingt meilleurs clubs d'Espagne en une série de trente-huit journées.
L'Atlético de Madrid défend son titre face aux 19 autres équipes dont trois promus de deuxième division.
Six places qualificatives pour les compétitions européennes sont attribuées par le biais du championnat (4 places directes en Ligue des champions, 1 place directe en Ligue Europa et 1 place pour les barrages en Ligue Europa Conférence). Une autre place qualificative pour la Ligue Europa sera garantie au vainqueur de la Coupe du Roi. Les trois derniers du championnat sont relégués en deuxième division.
Le Real Madrid est sacré champion le 30 avril 2022, à quatre journées de la fin du championnat.

## Participants
| \| Alavés Athletic At. Madrid Barcelone Betis Cadix Celta Elche Espanyol Getafe Grenade Levante Majorque Osasuna Vallecano Real Madrid Real Sociedad Séville Valence Villarreal \| Localisation des clubs engagés dans le championnat. |
| Alavés Athletic At. Madrid Barcelone Betis Cadix Celta Elche Espanyol Getafe Grenade Levante Majorque Osasuna Vallecano Real Madrid Real Sociedad Séville Valence Villarreal                                                           |

### Nombre d'équipes par communauté autonome
| Nombre | Communautés autonomes  | Équipes                                                      |
| ------ | ---------------------- | ------------------------------------------------------------ |
| 4      | Andalousie             | Cadix CF, Grenade CF, Real Betis et Séville FC               |
| 4      | Communauté de Madrid   | Atlético de Madrid, Getafe CF, Rayo Vallecano et Real Madrid |
| 4      | Communauté valencienne | Elche CF, Levante UD, Valence CF et Villarreal CF            |
| 3      | Pays basque            | Deportivo Alavés, Athletic Bilbao et Real Sociedad           |
| 2      | Catalogne              | FC Barcelone et Espanyol de Barcelone                        |
| 1      | Îles Baléares          | RCD Majorque                                                 |
| 1      | Galice                 | Celta de Vigo                                                |
| 1      | Navarre                | CA Osasuna                                                   |

### Participants
Un total de vingt équipes participent au championnat, les dix-sept maintenus de la saison précédente, auxquelles s'ajoutent trois promus de deuxième division : Espanyol de Barcelone, RCD Majorque et Rayo Vallecano (vainqueur des barrages).
Ces trois clubs remplacent les relégués SD Huesca, Real Valladolid et SD Eibar.
Légende des couleurs
- Phase de groupes de la Ligue des champions 2021-2022
- Phase de groupes de la Ligue Europa 2021-2022
- Promu de LaLiga SmartBank 2020-2021

| Club                  | Se maintient depuis | Classement 2020-2021 | Entraîneur            | Depuis | Stade                  | Capacité théorique | Nombre de saison en Liga |
| --------------------- | ------------------- | -------------------- | --------------------- | ------ | ---------------------- | ------------------ | ------------------------ |
| Atlético de Madrid    | 2002                | 1er                  | Diego Simeone         | 2011   | Wanda Metropolitano    | 68 456             | 84                       |
| Real Madrid           | 1929                | 2e                   | Carlo Ancelotti       | 2021   | Santiago Bernabéu      | 81 044             | 90                       |
| FC Barcelone          | 1929                | 3e                   | Xavi                  | 2021   | Camp Nou               | 99 354             | 90                       |
| Séville FC            | 2001                | 4e                   | Julen Lopetegui       | 2019   | Ramón Sánchez Pizjuán  | 43 883             | 77                       |
| Real Sociedad         | 2010                | 5e                   | Imanol Alguacil       | 2018   | Reale Arena            | 39 500             | 74                       |
| Real Betis            | 2015                | 6e                   | Manuel Pellegrini     | 2020   | Benito Villamarín      | 60 721             | 55                       |
| Villarreal CF         | 2013                | 7e                   | Unai Emery            | 2020   | La Ceramica            | 24 890             | 21                       |
| Celta de Vigo         | 2012                | 8e                   | Eduardo Coudet        | 2020   | Abanca-Balaídos        | 29 000             | 55                       |
| Grenade CF            | 2019                | 9e                   | Aitor Karanka         | 2022   | Nuevo Los Cármenes     | 19 336             | 25                       |
| Athletic Bilbao       | 1929                | 10e                  | Marcelino             | 2021   | San Mamés              | 53 289             | 90                       |
| CA Osasuna            | 2019                | 11e                  | Jagoba Arrasate       | 2018   | El Sadar               | 23 576             | 39                       |
| Cadix CF              | 2020                | 12e                  | Sergio González       | 2022   | Ramón de Carranza      | 20 724             | 13                       |
| Valence CF            | 1987                | 13e                  | José Bordalás         | 2021   | Mestalla               | 53 000             | 86                       |
| Levante UD            | 2017                | 14e                  | Alessio Lisci         | 2021   | Ciutat de València     | 26 354             | 15                       |
| Getafe CF             | 2017                | 15e                  | Quique Sánchez Flores | 2021   | Coliseum Alfonso Pérez | 17 393             | 16                       |
| Deportivo Alavés      | 2016                | 16e                  | Julio Velázquez       | 2022   | Mendizorroza           | 19 840             | 16                       |
| Elche CF              | 2020                | 17e                  | Francisco             | 2021   | Martínez Valero        | 36 017             | 25                       |
| Espanyol de Barcelone | 2021                | 1er (Liga 2)         | Luis Blanco (intérim) | 2022   | RCDE Stadium           | 40 000             | 85                       |
| RCD Majorque          | 2021                | 2e (Liga 2)          | Javier Aguirre        | 2022   | Son Moix               | 23 142             | 28                       |
| Rayo Vallecano        | 2021                | 6e (Liga 2)          | Andoni Iraola         | 2020   | Vallecas               | 14 708             | 18                       |

1. 1 2 3  On ne peut pas exactement parler de promotion pour ces clubs puisqu'ils ont directement rejoint la Liga dès 1929, date de création de ce championnat. Depuis cette date, ils n'ont jamais connu de relégation.

### Changements d'entraîneur
| Club                  | Entraîneur partant   | Motif du départ     | Date de départ   | Position   | Entraîneur arrivant        | Date d'arrivée   |
| --------------------- | -------------------- | ------------------- | ---------------- | ---------- | -------------------------- | ---------------- |
| Valence CF            | Voro                 | Fin de l'intérim    | 22 mai 2021      | Pré-saison | José Bordalás              | 27 mai 2021      |
| Getafe CF             | José Bordalás        | Consentement mutuel | 26 mai 2021      | Pré-saison | Míchel                     | 27 mai 2021      |
| Real Madrid           | Zinédine Zidane      | Démission           | 27 mai 2021      | Pré-saison | Carlo Ancelotti            | 1er juin 2021    |
| Grenade CF            | Diego Martínez Penas | Démission           | 27 mai 2021      | Pré-saison | Robert Moreno              | 18 juin 2021     |
| Levante UD            | Paco López           | Renvoi              | 3 octobre 2021   | 18e        | Javier Pereira             | 7 octobre 2021   |
| Getafe CF             | Míchel               | Renvoi              | 4 octobre 2021   | 20e        | Quique Sánchez Flores      | 6 octobre 2021   |
| FC Barcelone          | Ronald Koeman        | Renvoi              | 27 octobre 2021  | 9e         | Sergi Barjuan (intérim)    | 28 octobre 2021  |
| FC Barcelone          | Sergi Barjuan        | Fin de l'intérim    | 6 novembre 2021  | 9e         | Xavi                       | 6 novembre 2021  |
| Elche CF              | Fran Escribá         | Renvoi              | 21 novembre 2021 | 18e        | Sergio Mantecón (intérim)  | 25 novembre 2021 |
| Elche CF              | Sergio Mantecón      | Fin de l'intérim    | 29 novembre 2021 | 17e        | Francisco                  | 28 novembre 2021 |
| Levante UD            | Javier Pereira       | Renvoi              | 29 novembre 2021 | 18e        | Alessio Lisci,             | 29 novembre 2021 |
| Deportivo Alavés      | Javier Calleja       | Renvoi              | 28 décembre 2021 | 18e        | José Luis Mendilibar       | 28 décembre 2021 |
| Cadix CF              | Álvaro Cervera       | Renvoi              | 11 janvier 2022  | 19e        | Sergio González            | 11 janvier 2022  |
| Grenade CF            | Robert Moreno        | Renvoi              | 6 mars 2022      | 17e        | Rubén Torrecilla (intérim) | 6 mars 2022      |
| RCD Majorque          | Luis García          | Renvoi              | 22 mars 2022     | 18e        | Javier Aguirre             | 24 mars 2022     |
| Deportivo Alavés      | José Luis Mendilibar | Renvoi              | 4 avril 2022     | 20e        | Julio Velázquez            | 5 avril 2022     |
| Grenade CF            | Rubén Torrecilla     | Fin de l'intérim    | 18 avril 2022    | 18e        | Aitor Karanka              | 18 avril 2022    |
| Espanyol de Barcelone | Vicente Moreno       | Renvoi              | 13 mai 2022      | 13e        | Luis Blanco (intérim)      | 13 mai 2022      |

1. ↑  Alessio Lisci est d'abord nommé entraîneur intérimaire, puis il est confirmé à ce poste, le 7 décembre 2021.

## Compétition

### Classement
Le classement est établi sur le barème de points classique (victoire à 3 points, match nul à 1, défaite à 0).
Pour départager les égalités, on tient d'abord compte des points en confrontations directes, puis de la différence de buts en confrontations directes, puis de la différence de buts générale, puis du nombre de buts marqués et enfin du nombre de points de fair-play.
| Rang | Équipe                  | Pts | J  | G  | N  | P  | Bp | Bc | Diff |
| ---- | ----------------------- | --- | -- | -- | -- | -- | -- | -- | ---- |
| 1    | Real Madrid S C1        | 86  | 38 | 26 | 8  | 4  | 80 | 31 | +49  |
| 2    | FC Barcelone            | 73  | 38 | 21 | 10 | 7  | 68 | 38 | +30  |
| 3    | Atlético de Madrid T    | 71  | 38 | 21 | 8  | 9  | 65 | 43 | +22  |
| 4    | Séville FC              | 70  | 38 | 18 | 16 | 4  | 53 | 30 | +23  |
| 5    | Real Betis C            | 65  | 38 | 19 | 8  | 11 | 62 | 40 | +22  |
| 6    | Real Sociedad           | 62  | 38 | 17 | 11 | 10 | 40 | 37 | +3   |
| 7    | Villarreal CF           | 59  | 38 | 16 | 11 | 11 | 63 | 37 | +26  |
| 8    | Athletic Bilbao         | 55  | 38 | 14 | 13 | 11 | 43 | 36 | +7   |
| 9    | Valence CF              | 48  | 38 | 11 | 15 | 12 | 48 | 52 | -4   |
| 10   | CA Osasuna              | 47  | 38 | 12 | 11 | 15 | 37 | 51 | -14  |
| 11   | Celta de Vigo           | 46  | 38 | 12 | 10 | 16 | 43 | 43 | 0    |
| 12   | Rayo Vallecano P        | 42  | 38 | 11 | 9  | 18 | 39 | 50 | -11  |
| 13   | Elche CF                | 42  | 38 | 11 | 9  | 18 | 40 | 52 | -12  |
| 14   | Espanyol de Barcelone P | 42  | 38 | 10 | 12 | 16 | 40 | 53 | -13  |
| 15   | Getafe CF               | 39  | 38 | 8  | 15 | 15 | 33 | 41 | -8   |
| 16   | RCD Majorque P          | 39  | 38 | 10 | 9  | 19 | 36 | 63 | -27  |
| 17   | Cadix CF                | 39  | 38 | 8  | 15 | 15 | 35 | 51 | -16  |
| 18   | Grenade CF              | 38  | 38 | 8  | 14 | 16 | 44 | 61 | -17  |
| 19   | Levante UD              | 35  | 38 | 8  | 11 | 19 | 51 | 76 | -25  |
| 20   | Deportivo Alavés        | 31  | 38 | 8  | 7  | 23 | 31 | 65 | -34  |

Qualifications européennes
Ligue des champions 2022-2023
- 1er, 2e, 3e, et 4e : phase de groupes

Ligue Europa 2022-2023
- 5e et 6e : phase de groupes

Ligue Europa Conférence 2022-2023
- 7e : tour de barrage - voie principale

Relégation
- 18e, 19e et 20e : relégation en LaLiga SmartBank

Abréviations
- T : Tenant du titre
- C : Vainqueur de la Coupe du Roi 2021-2022
- S : Vainqueur de la Supercoupe d'Espagne 2021-2022
- C1 : Vainqueur de la Ligue des champions 2021-2022
- P : Promus de LaLiga SmartBank

### Domicile et extérieur
| Rang | Équipe                | Pts | J  | G  | N | P | Bp | Bc | Diff |
| ---- | --------------------- | --- | -- | -- | - | - | -- | -- | ---- |
| 1    | Real Madrid           | 44  | 19 | 13 | 5 | 1 | 44 | 13 | +31  |
| 2    | Séville FC            | 42  | 19 | 12 | 6 | 1 | 36 | 17 | +19  |
| 3    | Atlético de Madrid    | 41  | 19 | 12 | 5 | 2 | 33 | 16 | +17  |
| 4    | FC Barcelone          | 38  | 19 | 12 | 2 | 5 | 37 | 19 | +18  |
| 5    | Villarreal CF         | 36  | 19 | 10 | 6 | 3 | 40 | 18 | +22  |
| 6    | Real Sociedad         | 35  | 19 | 10 | 5 | 4 | 16 | 9  | +7   |
| 7    | Athletic Bilbao       | 34  | 19 | 10 | 4 | 5 | 29 | 18 | +11  |
| 8    | Espanyol de Barcelone | 33  | 19 | 10 | 5 | 4 | 25 | 19 | +6   |
| 9    | Real Betis            | 32  | 19 | 10 | 2 | 7 | 34 | 22 | +12  |
| 10   | Rayo Vallecano        | 29  | 19 | 8  | 5 | 6 | 26 | 22 | +4   |
| 11   | Getafe CF             | 28  | 19 | 7  | 7 | 5 | 21 | 15 | +6   |
| 12   | Elche CF              | 27  | 19 | 7  | 6 | 6 | 24 | 21 | +3   |
| 13   | RCD Majorque          | 27  | 19 | 7  | 6 | 6 | 20 | 25 | -5   |
| 14   | Valence CF            | 26  | 19 | 6  | 8 | 5 | 26 | 24 | +2   |
| 15   | Celta de Vigo         | 25  | 19 | 7  | 4 | 8 | 26 | 23 | +3   |
| 16   | Deportivo Alavés      | 25  | 19 | 7  | 4 | 8 | 17 | 21 | -4   |
| 17   | Levante UD            | 22  | 19 | 5  | 7 | 7 | 28 | 30 | -2   |
| 18   | Grenade CF            | 22  | 19 | 5  | 7 | 7 | 22 | 29 | -7   |
| 19   | CA Osasuna            | 22  | 19 | 5  | 8 | 6 | 17 | 25 | -8   |
| 20   | Cadix CF              | 18  | 19 | 3  | 9 | 7 | 19 | 24 | -5   |

| Rang | Équipe                | Pts | J  | G  | N  | P  | Bp | Bc | Diff |
| ---- | --------------------- | --- | -- | -- | -- | -- | -- | -- | ---- |
| 1    | Real Madrid           | 42  | 19 | 13 | 3  | 3  | 36 | 18 | +18  |
| 2    | FC Barcelone          | 35  | 19 | 9  | 8  | 2  | 31 | 19 | +12  |
| 3    | Real Betis            | 33  | 19 | 9  | 6  | 4  | 28 | 18 | +10  |
| 4    | Atlético de Madrid    | 30  | 19 | 9  | 3  | 7  | 32 | 27 | +5   |
| 5    | Séville FC            | 28  | 19 | 6  | 10 | 3  | 17 | 13 | +4   |
| 6    | Real Sociedad         | 27  | 19 | 7  | 6  | 6  | 24 | 28 | -4   |
| 7    | CA Osasuna            | 25  | 19 | 7  | 4  | 8  | 20 | 25 | -5   |
| 8    | Villarreal CF         | 23  | 19 | 6  | 5  | 8  | 23 | 19 | +4   |
| 9    | Valence CF            | 22  | 19 | 5  | 7  | 7  | 22 | 29 | -7   |
| 10   | Celta de Vigo         | 21  | 19 | 5  | 6  | 8  | 17 | 20 | -3   |
| 11   | Athletic Bilbao       | 21  | 19 | 4  | 9  | 6  | 14 | 18 | -4   |
| 12   | Cadix CF              | 21  | 19 | 5  | 6  | 8  | 16 | 27 | -11  |
| 13   | Grenade CF            | 16  | 19 | 3  | 7  | 9  | 22 | 32 | -10  |
| 14   | Elche CF              | 15  | 19 | 4  | 3  | 12 | 16 | 31 | -15  |
| 15   | Rayo Vallecano        | 13  | 19 | 3  | 4  | 12 | 13 | 28 | -15  |
| 16   | Levante UD            | 13  | 19 | 3  | 4  | 12 | 23 | 46 | -23  |
| 17   | RCD Majorque          | 12  | 19 | 3  | 3  | 13 | 16 | 38 | -22  |
| 18   | Getafe CF             | 11  | 19 | 1  | 8  | 10 | 12 | 26 | -14  |
| 19   | Espanyol de Barcelone | 9   | 19 | 1  | 6  | 12 | 15 | 34 | -19  |
| 20   | Deportivo Alavés      | 6   | 19 | 1  | 3  | 15 | 14 | 44 | -30  |

### Leader par journée
La frise suivante montre l'évolution des équipes ayant successivement occupé la première place :
|     | ——  | ——          | ——          | ——          | ——          | ——          | ——          | ——            | ——            | ——            | ——            | ——            | ——          | ——          | ——          | ——          | ——          | ——          | ——          | ——          | ——          | ——          | ——          | ——          | ——          | ——          | ——          | ——          | ——          | ——          | ——          | ——          | ——          | ——          | ——          | ——          | ——          | —— |  |
| RMA | SEV | Real Madrid | Real Madrid | Real Madrid | Real Madrid | Real Madrid | Real Madrid | Real Sociedad | Real Sociedad | Real Sociedad | Real Sociedad | Real Sociedad | Real Madrid | Real Madrid | Real Madrid | Real Madrid | Real Madrid | Real Madrid | Real Madrid | Real Madrid | Real Madrid | Real Madrid | Real Madrid | Real Madrid | Real Madrid | Real Madrid | Real Madrid | Real Madrid | Real Madrid | Real Madrid | Real Madrid | Real Madrid | Real Madrid | Real Madrid | Real Madrid | Real Madrid | Real Madrid |    |  |
|     |     |             |             |             |             |             |             |               |               |               |               |               |             |             |             |             |             |             |             |             |             |             |             |             |             |             |             |             |             |             |             |             |             |             |             |             |             |    |  |
|     |     |             |             |             |             |             |             |               |               |               |               |               |             |             |             |             |             |             |             |             |             |             |             |             |             |             |             |             |             |             |             |             |             |             |             |             |             |    |  |
| 1   | 2   | 3           | 4           | 5           | 6           | 7           | 8           | 9             | 10            | 11            | 12            | 13            | 14          | 15          | 16          | 17          | 18          | 19          | 20          | 21          | 22          | 23          | 24          | 25          | 26          | 27          | 28          | 29          | 30          | 31          | 32          | 33          | 34          | 35          | 36          | 37          | 38          |    |  |

### Dernier par journée
La frise suivante montre l'évolution des équipes ayant successivement occupé la dernière place :
|      | ——   | ——               | ——               | ——               | ——               | ——        | ——        | ——        | ——        | ——        | ——        | ——        | ——         | ——         | ——         | ——         | ——         | ——         | ——         | ——         | ——         | ——         | ——         | ——         | ——         | ——         | ——         | ——         | ——               | ——               | ——               | ——               | ——  | ——  | ——  | ——     | ——     | —— |  |
| Rayo | Rayo | Deportivo Alavés | Deportivo Alavés | Deportivo Alavés | Deportivo Alavés | Getafe CF | Getafe CF | Getafe CF | Getafe CF | Getafe CF | Getafe CF | Getafe CF | Levante UD | Levante UD | Levante UD | Levante UD | Levante UD | Levante UD | Levante UD | Levante UD | Levante UD | Levante UD | Levante UD | Levante UD | Levante UD | Levante UD | Levante UD | Levante UD | Deportivo Alavés | Deportivo Alavés | Deportivo Alavés | Deportivo Alavés | LEV | ALA | LEV | Alavés | Alavés |    |  |
|      |      |                  |                  |                  |                  |           |           |           |           |           |           |           |            |            |            |            |            |            |            |            |            |            |            |            |            |            |            |            |                  |                  |                  |                  |     |     |     |        |        |    |  |
|      |      |                  |                  |                  |                  |           |           |           |           |           |           |           |            |            |            |            |            |            |            |            |            |            |            |            |            |            |            |            |                  |                  |                  |                  |     |     |     |        |        |    |  |
| 1    | 2    | 3                | 4                | 5                | 6                | 7         | 8         | 9         | 10        | 11        | 12        | 13        | 14         | 15         | 16         | 17         | 18         | 19         | 20         | 21         | 22         | 23         | 24         | 25         | 26         | 27         | 28         | 29         | 30               | 31               | 32               | 33               | 34  | 35  | 36  | 37     | 38     |    |  |

### Matchs
| Résultats (▼dom., ►ext.)                                   | ALA | ATH | ATM | BAR | BET | CAD | CEL | ELC | ESP | GET | GRE | LEV | MAJ | OSA | RAY | RMA | RSO | SEV | VAL | VIL |
| Deportivo Alavés                                           |     | 0-0 | 1-0 | 0-1 | 0-1 | 0-1 | 1-2 | 1-0 | 2-1 | 1-1 | 2-3 | 2-1 | 0-1 | 0-2 | 1-0 | 1-4 | 1-1 | 0-0 | 2-1 | 2-1 |
| Athletic Bilbao                                            | 1-0 |     | 2-0 | 1-1 | 3-2 | 0-1 | 0-2 | 2-1 | 2-1 | 1-1 | 2-2 | 3-1 | 2-0 | 2-0 | 1-2 | 1-2 | 4-0 | 0-1 | 0-0 | 2-1 |
| Atlético de Madrid                                         | 4-1 | 0-0 |     | 2-0 | 3-0 | 2-1 | 2-0 | 1-0 | 2-1 | 4-3 | 0-0 | 0-1 | 1-2 | 1-0 | 2-0 | 1-0 | 2-2 | 1-1 | 3-2 | 2-2 |
| FC Barcelone                                               | 1-1 | 4-0 | 4-2 |     | 0-1 | 0-1 | 3-1 | 3-2 | 1-0 | 2-1 | 1-1 | 3-0 | 2-1 | 4-0 | 0-1 | 1-2 | 4-2 | 1-0 | 3-1 | 0-2 |
| Real Betis                                                 | 4-0 | 1-0 | 1-3 | 1-2 |     | 1-1 | 0-2 | 0-1 | 2-2 | 2-0 | 2-0 | 3-1 | 2-1 | 4-1 | 3-2 | 0-1 | 4-0 | 0-2 | 4-1 | 0-2 |
| Cadix CF                                                   | 0-2 | 2-3 | 1-4 | 0-0 | 1-2 |     | 0-0 | 3-0 | 2-2 | 1-1 | 1-1 | 1-1 | 1-1 | 2-3 | 2-0 | 1-1 | 0-2 | 0-1 | 0-0 | 1-0 |
| Celta de Vigo                                              | 4-0 | 0-1 | 1-2 | 3-3 | 0-0 | 1-2 |     | 1-0 | 3-1 | 0-2 | 1-0 | 1-1 | 4-3 | 2-0 | 2-0 | 1-2 | 0-2 | 0-1 | 1-2 | 1-1 |
| Elche CF                                                   | 3-1 | 0-0 | 0-2 | 1-2 | 0-3 | 3-1 | 1-0 |     | 2-2 | 3-1 | 0-0 | 1-1 | 3-0 | 1-1 | 2-1 | 1-2 | 1-2 | 1-1 | 0-1 | 1-0 |
| Espanyol de Barcelone                                      | 1-0 | 1-1 | 1-2 | 2-2 | 1-4 | 2-0 | 1-0 | 1-2 |     | 2-0 | 2-0 | 4-3 | 1-0 | 1-1 | 0-1 | 2-1 | 1-0 | 1-1 | 1-1 | 0-0 |
| Getafe CF                                                  | 2-2 | 0-0 | 1-2 | 0-0 | 0-0 | 4-0 | 0-3 | 0-1 | 2-1 |     | 4-2 | 3-0 | 1-0 | 1-0 | 0-0 | 1-0 | 1-1 | 0-1 | 0-0 | 1-2 |
| Grenade CF                                                 | 2-1 | 1-0 | 2-1 | 1-1 | 1-2 | 0-0 | 1-1 | 0-1 | 0-0 | 1-1 |     | 1-4 | 4-1 | 0-2 | 2-2 | 1-4 | 2-3 | 1-0 | 1-1 | 1-4 |
| Levante UD                                                 | 3-1 | 0-0 | 2-2 | 2-3 | 2-4 | 0-2 | 0-2 | 3-0 | 1-1 | 0-0 | 0-3 |     | 2-0 | 0-0 | 1-1 | 3-3 | 2-1 | 2-3 | 3-4 | 2-0 |
| RCD Majorque                                               | 2-1 | 3-2 | 1-0 | 0-1 | 1-1 | 2-1 | 0-0 | 2-2 | 1-0 | 0-0 | 2-6 | 1-0 |     | 2-3 | 2-1 | 0-3 | 0-2 | 1-1 | 0-1 | 0-0 |
| CA Osasuna                                                 | 1-0 | 1-3 | 0-3 | 2-2 | 1-3 | 2-0 | 0-0 | 1-1 | 0-0 | 1-1 | 1-1 | 3-1 | 0-2 |     | 1-0 | 1-3 | 0-2 | 0-0 | 1-4 | 1-0 |
| Rayo Vallecano                                             | 2-0 | 0-1 | 0-1 | 1-0 | 1-1 | 3-1 | 0-0 | 2-1 | 1-0 | 3-0 | 4-0 | 2-4 | 3-1 | 0-3 |     | 0-1 | 1-1 | 1-1 | 1-1 | 1-5 |
| Real Madrid                                                | 3-0 | 1-0 | 2-0 | 0-4 | 0-0 | 0-0 | 5-2 | 2-2 | 4-0 | 2-0 | 1-0 | 6-0 | 6-1 | 0-0 | 2-1 |     | 4-1 | 2-1 | 4-1 | 0-0 |
| Real Sociedad                                              | 1-0 | 1-1 | 1-2 | 0-1 | 0-0 | 3-0 | 1-0 | 1-0 | 1-0 | 0-0 | 2-0 | 1-0 | 1-0 | 1-0 | 1-0 | 0-2 |     | 0-0 | 0-0 | 1-3 |
| Séville FC                                                 | 2-2 | 1-0 | 2-1 | 1-1 | 2-1 | 1-1 | 2-2 | 2-0 | 2-0 | 1-0 | 4-2 | 5-3 | 0-0 | 2-0 | 3-0 | 2-3 | 0-0 |     | 3-1 | 1-0 |
| Valence CF                                                 | 3-0 | 1-1 | 3-3 | 1-4 | 0-3 | 0-0 | 2-0 | 2-1 | 1-2 | 1-0 | 3-1 | 1-1 | 2-2 | 1-2 | 1-1 | 1-2 | 0-0 | 1-1 |     | 2-0 |
| Villarreal CF                                              | 5-2 | 1-1 | 2-2 | 1-3 | 2-0 | 3-3 | 1-0 | 4-1 | 5-1 | 1-0 | 0-0 | 5-0 | 3-0 | 1-2 | 2-0 | 0-0 | 1-2 | 1-1 | 2-0 |     |
| - Victoire à domicile - Match nul - Victoire à l'extérieur |     |     |     |     |     |     |     |     |     |     |     |     |     |     |     |     |     |     |     |     |

### Évolution du classement
Le tableau suivant récapitule le classement au terme de chacune des journées définies par le calendrier officiel. Les matchs joués en retard sont donc comptabilisés la journée suivant leur tenue.
Le Real Betis, lors de sa victoire en Coupe d'Espagne, est déjà qualifié pour une Coupe d'Europe via le championnat espagnol. La place en Ligue Europa réservée au vainqueur de la Coupe d'Espagne est donc reversée au championnat espagnol. En conséquence, la 6e place du championnat d'Espagne est en désormais qualificative pour la phase de groupe de Ligue Europa et la 7e pour les barrages de qualification de Ligue Europa Conférence depuis la 34e journée.
| Journée →   | 1  | 2  | 3  | 4    | 5    | 6    | 7    | 8    | 9    | 10   | 11   | 12   | 13   | 14   | 15   | 16   | 17   | 18   | 19   | 20  | 21 , | 22   | 23   | 24   | 25   | 26   | 27   | 28   | 29   | 30   | 31   | 32   | 33 | 34 | 35 | 36 | 37 | 38 | Journées en tête | Journées relégable |
| Équipe      |    |    |    |      |      |      |      |      |      |      |      |      |      |      |      |      |      |      |      |     |      |      |      |      |      |      |      |      |      |      |      |      |    |    |    |    |    |    |                  |                    |
| ----------- | -- | -- | -- | ---- | ---- | ---- | ---- | ---- | ---- | ---- | ---- | ---- | ---- | ---- | ---- | ---- | ---- | ---- | ---- | --- | ---- | ---- | ---- | ---- | ---- | ---- | ---- | ---- | ---- | ---- | ---- | ---- | -- | -- | -- | -- | -- | -- | ---------------- | ------------------ |
| Alavés      | 19 | 19 | 20 | 20-1 | 20-1 | 20-1 | 19-1 | 19-1 | 19-1 | 18-1 | 16-1 | 17-1 | 14-1 | 14-1 | 15-1 | 17-1 | 17-1 | 18   | 18   | 18  | 18   | 19   | 19   | 18   | 19   | 19   | 19   | 19   | 19   | 20   | 20   | 20   | 20 | 19 | 20 | 19 | 20 | 20 |                  | 31                 |
| Ath. Bilbao | 11 | 11 | 9  | 5    | 5    | 9    | 10   | 7    | 9-1  | 8-1  | 8-1  | 8-1  | 8-1  | 8-1  | 8    | 9    | 11   | 10+1 | 10+1 | 9+1 | 10   | 9    | 8    | 8    | 8    | 8    | 8    | 8    | 8    | 8    | 8    | 8    | 8  | 8  | 8  | 8  | 8  | 8  |                  |                    |
| At. Madrid  | 4  | 2  | 5  | 3    | 2    | 2    | 4    | 2    | 4-1  | 4-1  | 6-1  | 4-1  | 4-1  | 4-1  | 2-1  | 4-1  | 4-1  | 5    | 4    | 4   | 4-1  | 4-1  | 5-1  | 5    | 5    | 5    | 4    | 4    | 4    | 3    | 4    | 4    | 4  | 4  | 4  | 3  | 3  | 3  |                  |                    |
| Barcelone   | 3  | 4  | 4  | 7-1  | 7-1  | 7-1  | 6-1  | 9-1  | 7-1  | 9-1  | 9-1  | 9-1  | 9-1  | 7-1  | 7-1  | 7-1  | 8-1  | 7    | 5    | 6   | 6-1  | 5-1  | 4-1  | 4-1  | 4-1  | 4-1  | 3-1  | 3-1  | 3-1  | 2-1  | 2-1  | 2-1  | 2  | 2  | 2  | 2  | 2  | 2  |                  |                    |
| Betis       | 8  | 10 | 14 | 9    | 11   | 8    | 7    | 10   | 8    | 5    | 4    | 5    | 5    | 5    | 5    | 3    | 3    | 3    | 3    | 3   | 3    | 3    | 3    | 3    | 3    | 3    | 5    | 5    | 5    | 5    | 5    | 5    | 5  | 5  | 5  | 5  | 5  | 5  |                  |                    |
| Cadix       | 6  | 9  | 12 | 16   | 13   | 13   | 15   | 15   | 16   | 17   | 18   | 18   | 16   | 16   | 18   | 18   | 18   | 19   | 19   | 19  | 19   | 18   | 18   | 19   | 18   | 18   | 18   | 18   | 17   | 17   | 18   | 16   | 17 | 17 | 16 | 17 | 18 | 17 |                  | 18                 |
| Celta       | 16 | 16 | 18 | 18   | 18   | 17   | 13   | 16   | 15   | 14   | 14   | 15   | 15   | 15   | 13   | 14   | 14   | 14   | 12   | 14  | 12   | 12   | 10   | 10   | 9    | 10   | 10   | 10   | 11   | 11   | 12   | 11   | 12 | 12 | 11 | 11 | 10 | 11 |                  | 3                  |
| Elche       | 11 | 17 | 15 | 10   | 12   | 15   | 16   | 14   | 14   | 15   | 15   | 16   | 18   | 18   | 17   | 16   | 16   | 17   | 17   | 16  | 15   | 16   | 14   | 14   | 13   | 13   | 14   | 14   | 14   | 15   | 15   | 13   | 14 | 13 | 14 | 14 | 15 | 13 |                  | 2                  |
| Espanyol    | 13 | 13 | 16 | 15   | 16   | 14   | 14   | 13   | 11   | 11   | 10   | 11   | 11   | 11   | 9    | 11   | 9    | 11   | 11   | 11  | 11   | 13   | 13   | 13   | 14   | 14   | 12   | 12   | 12   | 12   | 11   | 12   | 13 | 14 | 13 | 13 | 13 | 14 |                  |                    |
| Getafe      | 17 | 18 | 19 | 19   | 19   | 19   | 20   | 20   | 20   | 20   | 20   | 20   | 20   | 19   | 19   | 19   | 19   | 16   | 16   | 17  | 16   | 15   | 15   | 16   | 15   | 15   | 15   | 15   | 15   | 14   | 14   | 15   | 15 | 15 | 15 | 15 | 14 | 15 |                  | 16                 |
| Grenade     | 10 | 12 | 17 | 17   | 17   | 18   | 18   | 17   | 17-1 | 16-1 | 17-1 | 14-1 | 17-1 | 17-1 | 16-1 | 15-1 | 15-1 | 12   | 13   | 13  | 14   | 14   | 16   | 17   | 17   | 17   | 17   | 17   | 16   | 16   | 16   | 17   | 18 | 18 | 17 | 16 | 16 | 18 |                  | 5                  |
| Levante     | 9  | 8  | 13 | 14   | 15   | 16   | 17   | 18   | 18   | 19   | 19   | 19   | 19   | 20   | 20   | 20   | 20   | 20   | 20   | 20  | 20-1 | 20-1 | 20-1 | 20   | 20   | 20   | 20   | 20   | 20   | 19   | 19   | 19   | 19 | 20 | 19 | 20 | 19 | 19 |                  | 31                 |
| Majorque    | 6  | 5  | 6  | 8    | 9    | 11   | 12   | 12   | 13   | 12   | 12   | 12   | 13   | 13   | 14   | 12   | 12   | 15   | 15   | 15  | 17-1 | 17-1 | 17-1 | 15-1 | 16-1 | 16   | 16   | 16   | 18   | 18   | 17   | 18   | 16 | 16 | 18 | 18 | 17 | 16 |                  | 5                  |
| Osasuna     | 13 | 14 | 8  | 11   | 8    | 10   | 9    | 5    | 5    | 6    | 7    | 7    | 7    | 9    | 10   | 10   | 10   | 13   | 14   | 12  | 13   | 11   | 12   | 9    | 10   | 11   | 11   | 11   | 10   | 10   | 10   | 9    | 9  | 9  | 9  | 9  | 9  | 10 |                  |                    |
| Rayo        | 20 | 20 | 10 | 12   | 10   | 6    | 5    | 6    | 6    | 7    | 5    | 6    | 6    | 6    | 6    | 6    | 6    | 4    | 6    | 7   | 7-1  | 8-1  | 9-1  | 11-1 | 11-1 | 12-1 | 13-1 | 13-1 | 13-1 | 13-1 | 13-1 | 14-1 | 11 | 11 | 12 | 12 | 12 | 12 |                  | 2                  |
| R. Madrid   | 1  | 3  | 1  | 1    | 1    | 1    | 1    | 1    | 2-1  | 2-1  | 2-1  | 2-1  | 2-1  | 1-1  | 1    | 1    | 1    | 1+1  | 1+1  | 1+1 | 1    | 1    | 1    | 1    | 1    | 1    | 1    | 1    | 1    | 1    | 1    | 1    | 1  | 1  | 1  | 1  | 1  | 1  | 32               |                    |
| R. Sociedad | 18 | 7  | 7  | 4    | 4    | 3    | 2    | 3    | 1    | 1    | 1    | 1    | 1    | 2    | 3    | 5    | 5    | 6    | 7    | 5   | 5-1  | 6-1  | 7-1  | 6-1  | 7-1  | 6    | 6    | 6    | 6    | 6    | 6    | 6    | 6  | 6  | 6  | 6  | 6  | 6  | 5                | 1                  |
| Séville     | 2  | 1  | 2  | 6-1  | 6-1  | 4-1  | 3-1  | 4-1  | 3-1  | 3-1  | 3-1  | 3-1  | 3-1  | 3-1  | 4-1  | 2-1  | 2-1  | 2    | 2    | 2   | 2    | 2    | 2    | 2    | 2    | 2    | 2    | 2    | 2    | 4    | 3    | 3    | 3  | 3  | 3  | 4  | 4  | 4  | 1                |                    |
| Valence     | 5  | 6  | 3  | 2    | 3    | 5    | 8    | 8    | 10   | 10   | 11   | 10   | 10   | 10   | 11   | 8    | 7    | 8    | 9    | 10  | 9    | 10   | 11   | 12   | 12   | 9    | 9    | 9    | 9    | 9    | 9    | 10   | 10 | 10 | 10 | 10 | 11 | 9  |                  |                    |
| Villarreal  | 15 | 15 | 11 | 13-1 | 14-1 | 12-1 | 11-1 | 11-1 | 12-1 | 13-1 | 13-1 | 13-1 | 12-1 | 12-1 | 12-1 | 13-1 | 13-1 | 9    | 8    | 8   | 8    | 7    | 6    | 7    | 6    | 7    | 7    | 7    | 7    | 7    | 7    | 7    | 7  | 7  | 7  | 7  | 7  | 7  |                  |                    |

À l'issue d'une journée, plusieurs équipes étaient classées ex æquo selon tous les points du règlement :
1. ↑  À l'issue de la 1re journée, les équipes de Cadix et Majorque sont toutes les deux ex æquo et classées à la 6e place, de même pour Bilbao et Elche à la 11e place et pour Espanyol et Osasuna à la 13e place.

En exposant rouge, le nombre de matches de retard pour les équipes concernées :
1. ↑  Séville FC-FC Barcelone et Villarreal CF-Deportivo Alavés, matches comptant pour la 4e journée, sont reportés en raison de la prolongation de la trêve internationale pour les joueurs sud-américains. Les matches sont joués le 21 décembre, entre les 18e et 19e journées[31],[32].
2. ↑  Real Madrid-Athletic Bilbao et Grenade CF-Atletico Madrid, matches comptant pour la 9e journée, sont reportés en raison de la prolongation de la trêve internationale pour les joueurs sud-américains. Les matches sont joués respectivement le 1er décembre, entre les 15e et 16e journées, et le 22 décembre, entre les 18e et 19e journées[32].
3. ↑  Atlético de Madrid-Levante UD, RCD Majorque-Real Sociedad et FC Barcelone-Rayo Vallecano, matches comptant pour la 21e journée, sont reportés en raison de la Coupe d'Espagne que l'Atlético de Madrid, la Real Sociedad et le FC Barcelone disputent en même temps que la 21e journée. Les matches sont joués respectivement le 16 février, entre les 24e et 25e journées, le 2 mars, entre les 26e et 27e journées, et le 24 avril, entre les 33e et 34e journées.

En exposant vert, le nombre de matches d'avance pour les équipes concernées :
1. ↑  Le match Athletic Bilbao-Real Madrid, comptant pour la 21e journée, est avancé entre les 18e et 19e journées en raison de la Supercoupe d'Espagne.

### Résultats par match
| Journée ╱ Équipe | 1 | 2 | 3 | 4 | 5 | 6 | 7 | 8 | 9 | 10 | 11 | 12 | 13 | 14 | 15 | 16 | 17 | 18 | 19 | 20 | 21 | 22 | 23 | 24 | 25 | 26 | 27 | 28 | 29 | 30 | 31 | 32 | 33 | 34 | 35 | 36 | 37 | 38 |
| ---------------- | - | - | - | - | - | - | - | - | - | -- | -- | -- | -- | -- | -- | -- | -- | -- | -- | -- | -- | -- | -- | -- | -- | -- | -- | -- | -- | -- | -- | -- | -- | -- | -- | -- | -- | -- |
| Alavés           | D | D | D | D | D | D | V | D | D | V  | V  | N  | V  | N  | D  | D  | N  | D  | N  | N  | D  | D  | D  | V  | D  | N  | N  | D  | D  | D  | D  | V  | D  | V  | D  | V  | D  | D  |
| Ath. Bilbao      | N | N | V | V | N | D | N | V | D | V  | N  | N  | D  | N  | N  | N  | V  | V  | V  | N  | D  | V  | V  | D  | V  | D  | V  | D  | N  | V  | N  | D  | V  | V  | N  | D  | V  | D  |
| At. Madrid       | V | V | N | V | N | V | D | V | D | N  | N  | V  | N  | V  | V  | D  | D  | D  | V  | N  | D  | V  | D  | V  | V  | V  | V  | V  | V  | V  | D  | V  | N  | D  | V  | V  | N  | V  |
| Barcelone        | V | N | V | N | N | N | V | D | V | D  | D  | N  | N  | V  | V  | D  | N  | V  | V  | N  | D  | V  | V  | N  | V  | V  | V  | V  | V  | V  | V  | D  | V  | V  | V  | V  | N  | D  |
| Betis            | N | N | D | V | N | V | V | D | V | V  | V  | D  | D  | V  | V  | V  | V  | D  | D  | N  | V  | V  | D  | V  | V  | D  | D  | V  | N  | V  | V  | N  | D  | N  | D  | V  | V  | N  |
| Cadix            | N | N | D | D | V | N | D | N | D | D  | N  | N  | V  | D  | D  | D  | N  | N  | D  | D  | N  | V  | D  | N  | N  | N  | V  | D  | V  | D  | D  | V  | D  | N  | V  | D  | N  | V  |
| Celta            | D | N | D | N | D | V | V | D | D | V  | D  | N  | N  | N  | V  | D  | N  | V  | V  | D  | V  | N  | V  | N  | N  | D  | V  | D  | N  | N  | D  | V  | D  | N  | V  | D  | V  | D  |
| Elche            | N | D | N | V | N | D | D | V | D | N  | D  | D  | N  | D  | N  | V  | D  | D  | N  | V  | V  | N  | V  | D  | V  | D  | D  | V  | D  | D  | D  | V  | V  | N  | D  | D  | D  | V  |
| Espanyol         | N | N | D | D | N | V | D | V | V | N  | N  | D  | V  | D  | V  | D  | V  | D  | V  | D  | N  | D  | D  | N  | N  | D  | V  | N  | V  | D  | V  | D  | D  | D  | N  | D  | N  | N  |
| Getafe           | D | D | D | D | D | D | D | N | N | D  | N  | V  | D  | V  | N  | N  | N  | V  | V  | D  | V  | N  | V  | D  | N  | N  | D  | N  | N  | V  | D  | D  | V  | N  | N  | N  | N  | D  |
| Grenade          | N | N | D | D | N | D | D | V | V | N  | N  | V  | D  | D  | N  | V  | N  | V  | N  | N  | D  | D  | D  | D  | D  | N  | D  | D  | V  | N  | D  | D  | N  | N  | V  | V  | D  | D  |
| Levante          | N | N | D | N | N | D | D | D | N | D  | N  | D  | D  | N  | D  | N  | D  | D  | D  | V  | V  | D  | D  | D  | N  | V  | D  | N  | D  | V  | D  | V  | D  | N  | V  | D  | V  | V  |
| Majorque         | N | V | V | D | N | D | D | V | D | N  | N  | N  | N  | D  | N  | V  | N  | D  | D  | D  | D  | D  | V  | V  | D  | D  | D  | D  | D  | D  | V  | D  | V  | D  | D  | N  | V  | V  |
| Osasuna          | N | N | V | D | V | D | V | V | V | N  | N  | D  | D  | D  | N  | N  | N  | D  | D  | V  | D  | V  | N  | V  | D  | D  | V  | D  | V  | D  | V  | V  | D  | N  | N  | N  | D  | D  |
| Rayo             | D | D | V | N | V | V | V | D | V | D  | V  | N  | D  | V  | N  | V  | D  | V  | D  | N  | V  | D  | D  | D  | D  | D  | D  | N  | D  | N  | N  | D  | V  | N  | N  | D  | D  | D  |
| R. Madrid        | V | N | V | V | V | V | N | D | V | V  | N  | V  | V  | V  | V  | V  | V  | N  | D  | V  | V  | N  | V  | N  | V  | V  | V  | V  | D  | V  | V  | V  | V  | V  | D  | V  | N  | N  |
| R. Sociedad      | D | V | V | V | N | V | V | N | V | N  | V  | N  | V  | N  | D  | D  | D  | D  | N  | V  | V  | N  | N  | V  | D  | V  | D  | V  | N  | V  | V  | N  | D  | N  | D  | V  | V  | D  |
| Séville          | V | V | N | N | N | V | V | D | V | V  | N  | V  | V  | N  | D  | V  | V  | V  | V  | V  | N  | N  | N  | V  | N  | V  | N  | N  | N  | D  | V  | D  | V  | N  | N  | N  | N  | V  |
| Valence          | V | N | V | V | D | D | N | N | D | N  | D  | V  | N  | N  | N  | V  | V  | V  | D  | D  | N  | D  | N  | D  | D  | V  | V  | N  | V  | N  | N  | D  | D  | N  | N  | D  | N  | V  |
| Villarreal       | N | N | N | V | N | V | N | V | D | D  | N  | D  | V  | N  | D  | D  | V  | V  | V  | N  | D  | V  | V  | N  | V  | V  | D  | V  | D  | D  | N  | V  | V  | D  | N  | V  | D  | V  |

## Statistiques

### Meilleurs buteurs

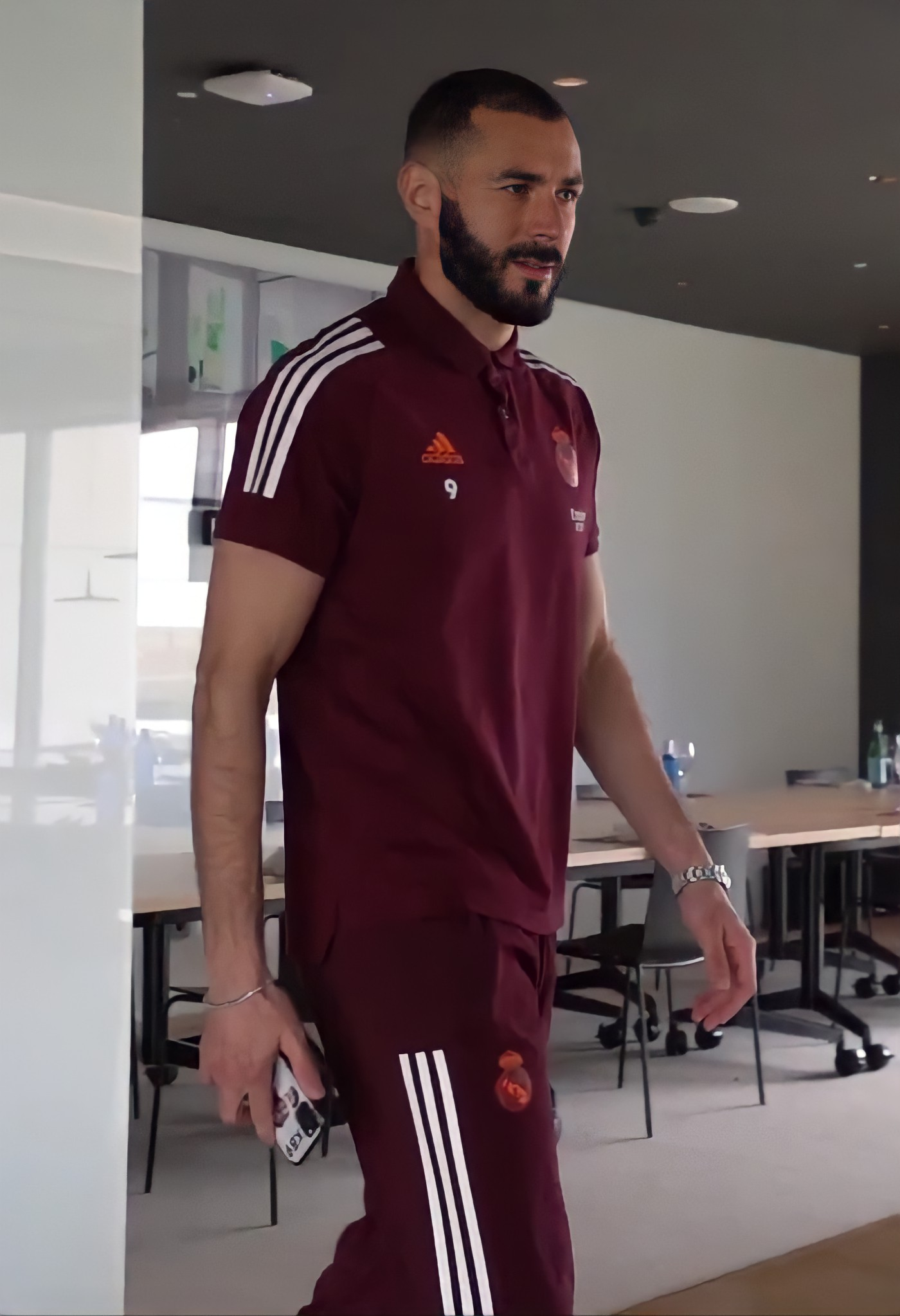
Karim Benzema, Pichichi de LaLiga 2021-2022.

Mise à jour : 26 mai 2022
| Rang | Joueur            | Club                  | Buts | Pen. | MJ | Ratio |
| ---- | ----------------- | --------------------- | ---- | ---- | -- | ----- |
| 1    | Karim Benzema     | Real Madrid           | 27   | 7    | 32 | 0.84  |
| 2    | Iago Aspas        | Celta de Vigo         | 18   | 3    | 37 | 0.48  |
| 3    | Raúl de Tomás     | Espanyol de Barcelone | 17   | 5    | 34 | 0.50  |
| 4    | Vinícius Júnior   | Real Madrid           | 17   | 0    | 35 | 0.48  |
| 5    | Juanmi            | Real Betis            | 16   | 0    | 33 | 0.48  |
| 6    | Enes Ünal         | Getafe CF             | 16   | 0    | 37 | 0.43  |
| 7    | Joselu            | Deportivo Alavés      | 14   | 6    | 37 | 0.38  |
| 8    | José Luis Morales | Levante UD            | 13   | 3    | 31 | 0.37  |
| 9    | Memphis Depay     | FC Barcelone          | 12   | 4    | 28 | 0.43  |
| 10   | Ángel Correa      | Atlético Madrid       | 12   | 0    | 36 | 0.33  |

### Meilleurs passeurs
Mise à jour : 26 mai 2022
| Rang | Joueur          | Club          | Passes | MJ | Min. |
| ---- | --------------- | ------------- | ------ | -- | ---- |
| 1    | Ousmane Dembélé | FC Barcelone  | 13     | 21 | 1411 |
| 2    | Karim Benzema   | Real Madrid   | 12     | 32 | 2596 |
| 3    | Jordi Alba      | FC Barcelone  | 10     | 30 | 2648 |
| 4    | Vinícius Júnior | Real Madrid   | 10     | 35 | 2699 |
| 5    | Dani Parejo     | Villarreal CF | 10     | 33 | 2708 |

| Source : Classement des passeurs sur WhoScored et Soccerway |

### Meilleurs gardiens
Le Trophée Zamora est décerné au gardien de but dont le ratio buts encaissés par match joué est le plus faible.
| Pos | Joueur           | Club            | Buts | Matchs | Ratio |
| --- | ---------------- | --------------- | ---- | ------ | ----- |
| 1   | Yassine Bounou   | Séville FC      | 24   | 31     | 0.77  |
| 2   | Thibaut Courtois | Real Madrid     | 29   | 36     | 0.81  |
| 3   | Gerónimo Rulli   | Villarreal CF   | 28   | 32     | 0.88  |
| 4   | Unai Simón       | Athletic Bilbao | 31   | 34     | 0.91  |
| 5   | Álex Remiro      | Real Sociedad   | 32   | 35     | 0.91  |

### Buts marqués par journée
Ce graphique représente le nombre de buts marqués lors de chaque journée.

### Autres statistiques
- Premier but de la saison :  Carlos Soler   11e (pen.) pour le Valence CF contre le Getafe CF (1-0), le 13 août 2021 (1re journée).
- Premier but contre son camp :  Manolo Reina   59e (csc) (RCD Majorque), pour le Real Betis (1-1), le 14 août 2021 (1re journée).
- Premier penalty :
  - Transformé :  Carlos Soler   11e (pen.) pour le Valence CF contre le Getafe CF (1-0), le 13 août 2021 (1re journée).
  - Raté :   Rubén García  48e pour le CA Osasuna contre le Celta de Vigo (0-0), le 23 août 2021 (2e journée).
- Premier doublé :  Karim Benzema   48e (1-0) et   62e (3-0) pour le Real Madrid contre le Deportivo Alavés (4-1), le 14 août 2021 (1re journée).
- Premier triplé :  Karim Benzema   24e (1-1),   46e (2-2) et   87e (pen.) (5-2) pour le Real Madrid contre le Celta de Vigo (5-2), le 12 septembre 2021 (4e journée).
- Premier quadruplé :  Yeremi Pino   14e (1-0),   20e (2-0),   45e (3-0) et   53e (4-0) pour le Villarreal CF contre l'Espanyol de Barcelone (5-1), le 27 février 2022 (26e journée).
- But le plus rapide d'une rencontre :  Enes Ünal   43e seconde pour le Getafe CF contre le Levante UD (3-0), le 4 février 2022 (23e journée).
- But le plus tardif d'une rencontre :  Yannick Carrasco   90+9e et 21 secondes pour l'Atlético de Madrid contre l'Espanyol de Barcelone (2-1), le 17 avril 2022 (32e journée).
- Premier carton jaune :  Daniel Wass (Valence CF)  13e contre le Getafe CF (1-0), le 13 août 2021 (1re journée).
- Premier carton rouge :  Hugo Guillamón (Valence CF)   3e contre le Getafe CF (1-0), le 13 août 2021 (1re journée).
- Match(es) le(s) plus violent(s) : 14 cartons jaunes
  -  José Campaña (Levante UD)  17e,  José Luis Morales (Levante UD)  29e,  Marcelo Saracchi (Levante UD)  35e,  Pere Pons (Deportivo Alavés)  38e,  Miguel de la Fuente (Deportivo Alavés)  54e,  Mickaël Malsa (Levante UD)  58e,  Edgar Méndez (Deportivo Alavés)  71e,  Son (Levante UD)  81e,  Roberto Soldado (Levante UD)  86e,  Gonzalo Escalante (Deportivo Alavés)  86e,  Marc Tenas (Deportivo Alavés)  89e,  Rúben Vezo (Levante UD)  90e,  Florian Lejeune (Deportivo Alavés)  90+3e et  Coke (Levante UD)  90+3e, lors du match Levante UD – Deportivo Alavés (3-1), le 15 mai 2022 (37e journée).
- Champion d'automne : Real Madrid
- Champion : Real Madrid
- Meilleure attaque : Real Madrid (80 buts marqués).
- Pire attaque : Deportivo Alavés (31 buts marqués).
- Meilleure défense : Séville FC (30 buts encaissés).
- Pire défense : Levante UD (76 buts encaissés).
- Meilleure différence de buts : Real Madrid (+49)
- Pire différence de buts : Deportivo Alavés (-34)
- Journée de championnat la plus riche en buts : 10e journée (38 buts).
- Journée de championnat la plus pauvre en buts : 8e journée (14 buts).
- Plus large victoire à domicile : 6 buts d'écart
  - Real Madrid – Levante UD (6-0), le 12 mai 2022 (36e journée).
- Plus large victoire à l'extérieur : 4 buts d'écart
  - Real Madrid – FC Barcelone (0-4), le 20 mars 2022 (29e journée).
  - RCD Majorque – Grenade CF (2-6), le 7 mai 2022 (35e journée).
  - Rayo Vallecano – Villarreal CF (1-5), le 12 mai 2022 (36e journée).
- Plus grand nombre de buts en une mi-temps :
  - en 1re mi-temps :
  - en 2e mi-temps :
- Plus grand nombre de buts dans une rencontre par un joueur : 4 buts
  -  Yeremi Pino   14e (1-0),   20e (2-0),   45e (3-0) et   53e (4-0) pour le Villarreal CF contre l'Espanyol de Barcelone (5-1), le 27 février 2022 (26e journée).

## Récompenses de la saison

### Prix de la saison
| Catégorie        | Joueur            | Club        | Réf.   |
| ---------------- | ----------------- | ----------- | ------ |
| MVP              | Karim Benzema     | Real Madrid | [ 34 ] |
| Pichichi         | Karim Benzema     | Real Madrid | [ 35 ] |
| Trophée Zarra    | Iago Aspas        | Celta Vigo  |        |
| Trophée Zarra    | Raúl de Tomás     | Espanyol    |        |
| MVP Africain     | Yassine Bounou    | Séville FC  | [ 36 ] |
| Meilleur gardien | Yassine Bounou    | Séville FC  | [ 37 ] |
| Meilleur coach   | Carlo Ancelotti   | Real Madrid |        |
| Meilleur coach   | Manuel Pellegrini | Real Betis  |        |
| Golazo Santander | Vinícius Jr       | Real Madrid | [ 38 ] |

### Équipe de la saison
LaLiga et EA Sports récompensent les 15 meilleurs joueurs de la saison avec leur « Équipe de la saison »,.
| Poste | Joueur           | Club                  |
| ----- | ---------------- | --------------------- |
| G     | Thibaut Courtois | Real Madrid           |
| DG    | Marcos Acuña     | Séville FC            |
| DC    | David Alaba      | Real Madrid           |
| DC    | Jules Koundé     | Séville FC            |
| DC    | Éder Militão     | Real Madrid           |
| DC    | Ronald Araújo    | FC Barcelone          |
| MOC   | Sergio Canales   | Real Betis            |
| MOC   | Nabil Fekir      | Real Betis            |
| MC    | Luka Modrić      | Real Madrid           |
| MG    | Iker Muniain     | Athletic Bilbao       |
| MC    | Pedri            | FC Barcelone          |
| BU    | Karim Benzema    | Real Madrid           |
| BU    | Raúl de Tomás    | Espanyol de Barcelone |
| AT    | João Félix       | Atlético Madrid       |
| AG    | Vinícius Júnior  | Real Madrid           |

### Récompenses mensuelles
Les Prix LFP sont des récompenses officielles mensuelles décernées par la LFP aux meilleur joueur du mois en LaLiga Santander.
| Mois      | Joueur du mois   | Joueur du mois  | Réf.   |
| Mois      | Joueur           | Club            | Réf.   |
| --------- | ---------------- | --------------- | ------ |
| Septembre | Karim Benzema    | Real Madrid     | [ 41 ] |
| Octobre   | Robin Le Normand | Real Sociedad   | [ 42 ] |
| Novembre  | Vinícius Júnior  | Real Madrid     | [ 43 ] |
| Décembre  | Juanmi           | Real Betis      | [ 44 ] |
| Janvier   | Ángel Correa     | Atlético Madrid | [ 45 ] |
| Février   | Thibaut Courtois | Real Madrid     | [ 46 ] |
| Mars      | João Félix       | Atlético Madrid | [ 47 ] |
| Avril     | Karim Benzema    | Real Madrid     | [ 48 ] |
| Mai       | Vedat Muriqi     | RCD Majorque    | [ 49 ] |

## Bilan de la saison
| Championnat d'Espagne de football 2021-2022    |                         |
| Champion                                       | Real Madrid (35e titre) |
| Dauphin                                        | FC Barcelone            |
| Coupes et trophées                             |                         |
| Vainqueur de la Coupe d'Espagne 2021-2022      | Real Betis              |
| Vainqueur de la Supercoupe d'Espagne 2021-2022 | Real Madrid             |
| Qualifications continentales                   |                         |
| Ligue des champions 2022-2023                  | Real Madrid             |
| Ligue des champions 2022-2023                  | FC Barcelone            |
| Ligue des champions 2022-2023                  | Atlético de Madrid      |
| Ligue des champions 2022-2023                  | Séville FC              |
| Ligue Europa 2022-2023                         | Real Betis              |
| Ligue Europa 2022-2023                         | Real Sociedad           |
| Ligue Europa Conférence 2022-2023              | Villarreal CF           |
| Promotions et relégations                      |                         |
| Promus en LaLiga Santander                     | UD Almería              |
| Promus en LaLiga Santander                     | Real Valladolid         |
| Promus en LaLiga Santander                     | Girona FC               |
| Relégués en LaLiga SmartBank                   | Grenade CF              |
| Relégués en LaLiga SmartBank                   | Levante UD              |
| Relégués en LaLiga SmartBank                   | Deportivo Alavés        |

## Parcours en coupes d'Europe
Le parcours des clubs espagnols en coupes d'Europe est important puisqu'il détermine le coefficient UEFA, et donc le nombre de clubs espagnols présents en coupes d'Europe les années suivantes.

### Parcours européens des clubs
| Club                   | Compétition          | Résultat                                   | Ultime(s) adversaire(s) | Ultime(s) adversaire(s) | Ultime(s) adversaire(s) |
| ---------------------- | -------------------- | ------------------------------------------ | ----------------------- | ----------------------- | ----------------------- |
| Atlético de Madrid     | Ligue des champions  | Quarts de finale                           | Manchester City         | Manchester City         | Manchester City         |
| Real Madrid            | Ligue des champions  | Vainqueur                                  | Liverpool FC            | Liverpool FC            | Liverpool FC            |
| FC Barcelone           | Ligue des champions  | Phase de groupes                           | Bayern Munich           | SL Benfica              | Dynamo Kiev             |
| Séville FC             | Ligue des champions  | Phase de groupes                           | LOSC Lille              | Red Bull Salzbourg      | VfL Wolfsburg           |
| Villarreal CF          | Ligue des champions  | Demi-finales                               | Liverpool FC            | Liverpool FC            | Liverpool FC            |
| FC Barcelone (reversé) | Ligue Europa         | Quarts de finale                           | Eintracht Francfort     | Eintracht Francfort     | Eintracht Francfort     |
| Séville FC (reversé)   | Ligue Europa         | Huitièmes de finale                        | West Ham United         | West Ham United         | West Ham United         |
| Real Betis             | Ligue Europa         | Huitièmes de finale                        | Eintracht Francfort     | Eintracht Francfort     | Eintracht Francfort     |
| Real Sociedad          | Ligue Europa         | Barrages de la phase à élimination directe | RB Leipzig              | RB Leipzig              | RB Leipzig              |
| Villarreal CF          | Supercoupe de l'UEFA | Finaliste                                  | Chelsea FC              | Chelsea FC              | Chelsea FC              |

### Coefficient UEFA du championnat espagnol
Le classement UEFA de la fin de saison 2021-2022 permet d'établir la répartition et le nombre d'équipes pour les coupes d'Europe de la saison 2023-2024.
| Rang 2022 | Rang 2021 | Évolution | Ligue      | 2017-2018 | 2018-2019 | 2019-2020 | 2020-2021 | 2021-2022 | Coefficient | Places en Ligue des champions | Places en Ligue des champions | Places en Ligue des champions | Places en Ligue des champions | Places en Ligue des champions | Places en Ligue des champions | Places en Ligue Europa | Places en Ligue Europa | Places en Ligue Europa | Places en Ligue Europa Conférence | Places en Ligue Europa Conférence | Places en Ligue Europa Conférence | Places en Ligue Europa Conférence | Places en Ligue Europa Conférence |
| Rang 2022 | Rang 2021 | Évolution | Ligue      | 2017-2018 | 2018-2019 | 2019-2020 | 2020-2021 | 2021-2022 | Coefficient | PG                            | TB                            | T3                            | T2                            | T1                            | TP                            | PG                     | TB                     | T3                     | PG                                | TB                                | T3                                | T2                                | T1                                |
| --------- | --------- | --------- | ---------- | --------- | --------- | --------- | --------- | --------- | ----------- | ----------------------------- | ----------------------------- | ----------------------------- | ----------------------------- | ----------------------------- | ----------------------------- | ---------------------- | ---------------------- | ---------------------- | --------------------------------- | --------------------------------- | --------------------------------- | --------------------------------- | --------------------------------- |
| 1         | 1         | =         | Angleterre | 20,071    | 22,642    | 18,571    | 24,357    | 21,000    | 106,641     | 4                             | -                             | -                             | -                             | -                             | -                             | 2                      | -                      | -                      | -                                 | 1                                 | -                                 | -                                 | -                                 |
| 2         | 2         | =         | Espagne    | 19,714    | 19,571    | 18,928    | 19,500    | 18,428    | 96,141      | 4                             | -                             | -                             | -                             | -                             | -                             | 2                      | -                      | -                      | -                                 | 1                                 | -                                 | -                                 | -                                 |
| 3         | 3         | =         | Italie     | 17,333    | 12,642    | 14,928    | 16,285    | 15,714    | 76,902      | 4                             | -                             | -                             | -                             | -                             | -                             | 2                      | -                      | -                      | -                                 | 1                                 | -                                 | -                                 | -                                 |
| 4         | 4         | =         | Allemagne  | 9,857     | 15,214    | 18,714    | 15,214    | 16,214    | 75,213      | 4                             | -                             | -                             | -                             | -                             | -                             | 2                      | -                      | -                      | -                                 | 1                                 | -                                 | -                                 | -                                 |